# تپه توس خیمه
تپه توس خیمه مربوط به دوره نوسنگی است و در شهرستان کهگیلویه، روستای توس خیمه واقع شده و این اثر در تاریخ ۲۴ فروردین ۱۳۸۲ با شمارهٔ ثبت ۸۳۱۰ به‌عنوان یکی از آثار ملی ایران به ثبت رسیده است.